# Shuvuuia deserti
Shuvuuia deserti es la única especie conocida del género extinto Shuvuuia (mon. «ave») de dinosaurio terópodo alvarezsáurido que vivió a finales del período Cretácico, hace aproximadamente 75 millones de años, en el Campaniaense, en lo que es hoy Asia. Los especímenes fueron encontrados en Mongolia en los años veinte y noventa. Perteneció a la enigmática familia Alvarezsauridae. Esta familia de pequeños dinosaurios celurosaurianos se caracterizan por miembros delanteros cortos pero muy fuertes especializados para cavar. El tipo y única especie conocida es Shuvuuia deserti, o «pájaro del desierto». El nombre Shuvuuia se deriva del mongol shuvuu, шувуу que significa pájaro.

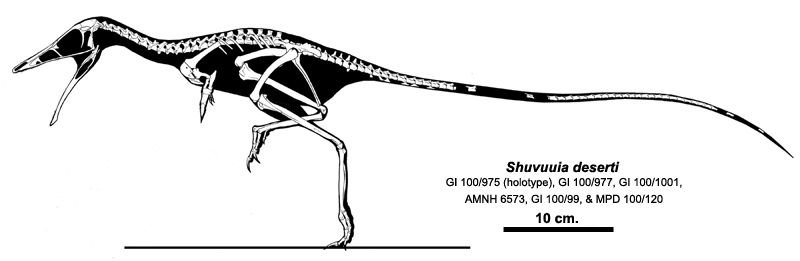
Reconstrucción de los huesos del espécimen holotipo.

Fósiles de Shuvuuia se conocen actualmente a partir de dos localizaciones dentro de la Formación Djadochta, Ukhaa Tolgod y Tögrögiin Shiree. Estos sitios son probablemente de hace 75 millones de años a finales del Campaniaense. Géneros de dinosaurios contemporáneos incluyen a Velociraptor y Protoceratops.
Shuvuuia fue un pequeño terópodo con plumas de aproximadamente un metro de largo. Estudios realizados con microscopía electrónica revelaron una cobertura corporal de pequeñas plumas. Llegaron a medir unos 0,6 metros de largo, unos 30 centímetros de alto y habrían pesado unos 2,5 kilogramos. El cráneo está construido ligeramente con las quijadas largas y delgadas y los dientes minúsculos. Es único entre terópodos no aviares ya que el cráneo tiene la capacidad de doblar su quijada superior independientemente de su caja craneal.

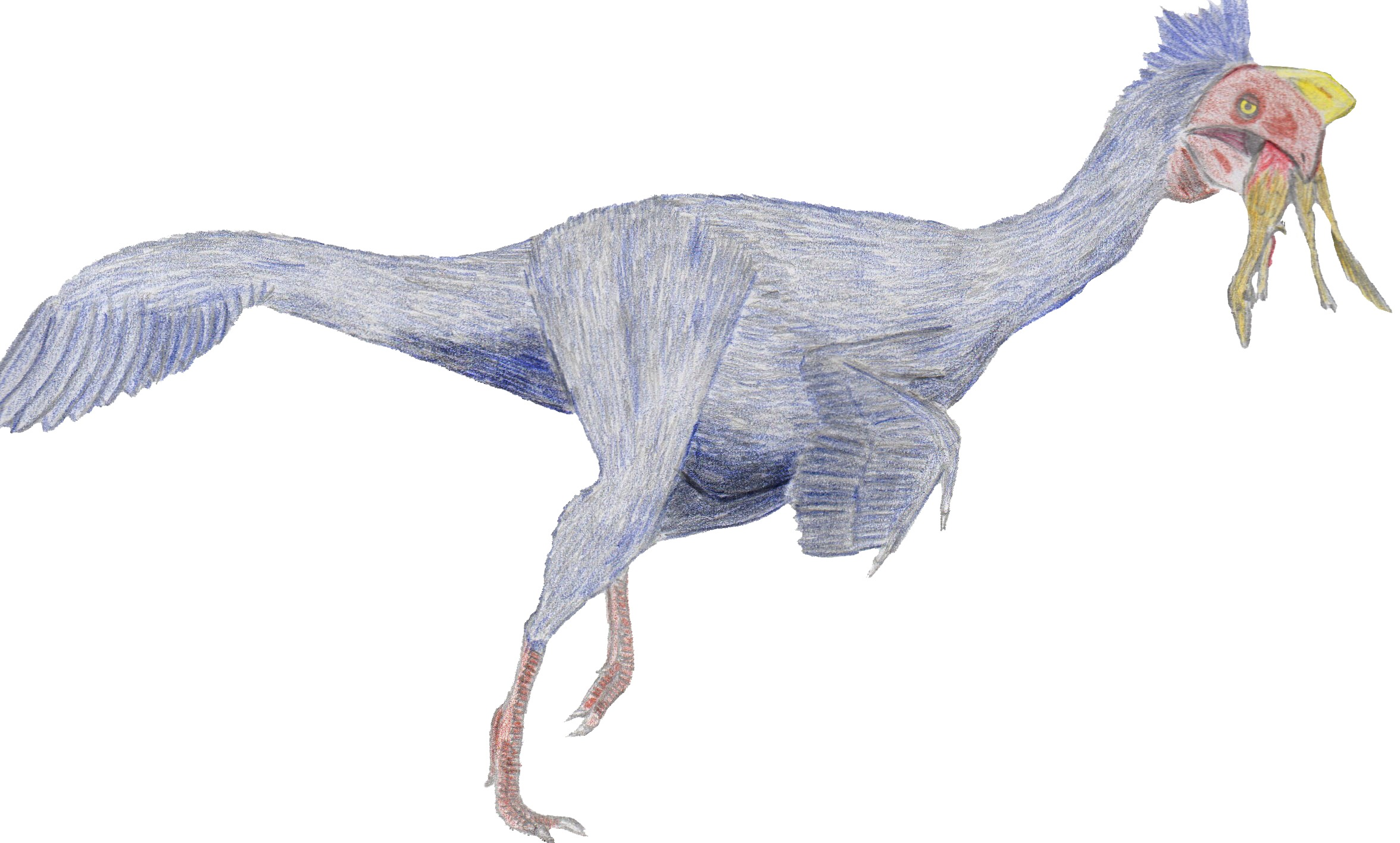
Oviraptor alimentándose de Shuvuuia.

Sus miembros traseros eran largos, delgados y tocaba el suelo con la punta del pie, lo que puede indicar capacidades corredoras significativas. Los miembros superiores, sin embargo, eran inusualmente cortos y fuertemente construidos. Aunque originalmente se pensó que Shuvuuia y otros sáuridos tenían un solo dígito en el miembro delantero, más nuevos especímenes muestran la presencia de uno reducido en el lugar del segundo y los tercer dedos además del agrandado pulgar conocido de especímenes anteriores. Puede haber utilizado sus miembros anteriores para abrir los nidos de insectos por ejemplo termitas, y sus quijadas delgadas, inusualmente móviles a explorar después cazando insectos. Las hormigas y varios grupos de termitas aparecieron durante el Cretácico.
Al igual que otros alvarezsauridos, Shuvuuia pudo haber usado sus extremidades anteriores para abrir nidos de insectos, y sus mandíbulas delgadas e inusualmente móviles para sondear a esas presas. Sin embargo, una nueva investigación basada en el análisis de las orejas del terópodo sugiere que en realidad era un cazador nocturno parecido a un búho que usaba sus fuertes piernas para atropellar a sus presas y sus brazos para sacar presas pequeñas como insectos y mamíferos de madrigueras y arbustos, su lagena es aproximadamente del mismo tamaño que la lechuza común, lo que le otorga una audición excelente, además de su fantástica visión nocturna, analizada al observar su anillo escleral, que le permite cazar potencialmente en completa oscuridad, a diferencia de otros terópodos a los que ha sido comparado, como el Dromaeosaurus aparentemente diurno y Tyrannosaurus.
Shuvuuia fue el cuarto dinosaurio no aviar en mostrar evidencias directas de la presencia de plumas. El espécimen tipo fue encontrado rodeado por un halo de estructuras pequeñas, huecas, similares a tubos, parecido a las estructuras del raquis de las plumas de los pájaros modernos. Aunque estuvieran altamente deterioradas y mal preservados, los análisis bioquímicos demostraron más adelante que estas estructuras contienen los productos de decaimiento de la proteína beta-queratina, y más perceptiblemente, la ausencia de alfa-queratina. Mientras que la beta-queratina se encuentra en todas las células integumentarias (piel y pluma)  de reptiles y de pájaros, sólo las plumas de los pájaro carecen totalmente la alfa-queratina. Estos resultados demuestran que, aunque preservadas mal, Shuvuuia poseía probablemente una capa de plumas.
Shuvuuia aparece en el primer episodio de la serie televisiva de Discovery Channel, Dinosaur Planet, evitando a un Velociraptor pero finalmente convirtiéndose en la presa de un Oviraptor.